# Uchta
Uchta (in russo  Ухта?; in komi Уква, Ukva) è una città della Russia, situata nella Repubblica dei Comi, sul fiume Uchta, con una popolazione di 77 187 abitanti (censimento 2024).
La città è un importante centro industriale specializzato nel comparto chimico, dove si lavora il petrolio. Nel sud della città di Uchta ci sono raffinerie di petrolio e si incanala il gas. Uchta dispone inoltre di un aeroporto.

## Storia

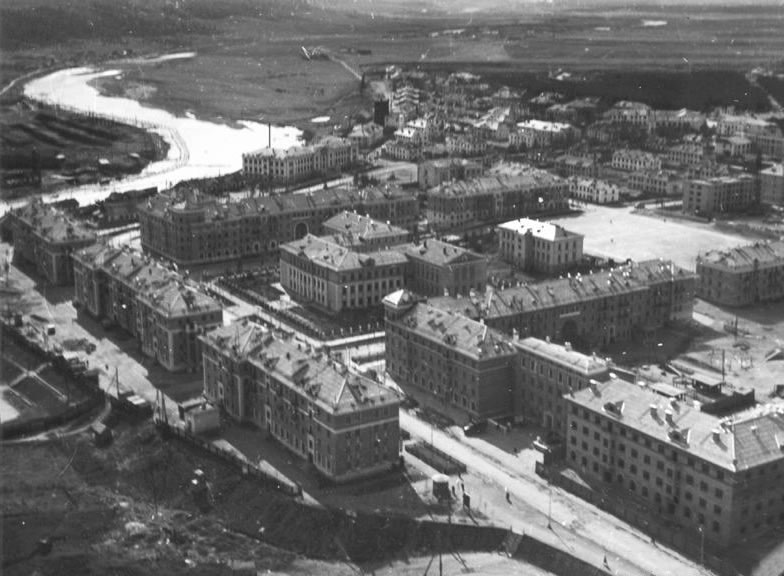
Uchta negli anni '50 del XX secolo

Nella metà del XIX secolo, l'industriale M. K. Sidorov iniziò a perforare per estrarre il petrolio in questa zona, lungo il fiume Uchta. Questo fu uno dei primi casi di sfruttamento di giacimenti di idrocarburi in Russia.
Sulle rive del fiume omonimo venne successivamente fondato il villaggio di Čib'ju, rinominato Uchta nel 1929. Al villaggio venne concesso lo status di città nel 1943, quando fu collegato alla linea ferroviaria della Pečora.
A est della città si trova la cittadina di Sosnogorsk, a sud-ovest Jarega. Oltre al suo collegamento ferroviario, Uchta ha anche un aeroporto.

## Amministrativo e stato municipale
Nel quadro delle divisioni amministrative, è, insieme ad altri quattro insediamenti di tipo urbano (Borovoj, Vodnyj, Šudajag, e Jarega) e tredici località rurali, incorporate alla città di Uchta con lo status pari a quella dei distretti.
Come divisione comunale, la città di Uchta è incorporata come gorodskoj okrug Uchta (vale a dire distretto urbano).

## Economia
Uchta si trova all'interno del bacino del fiume Pečora, una importante regione produttrice di petrolio e gas. I giacimenti di petrolio si trovano appena a sud della città.
Una parte del petrolio di Uchta è raffinato nel territorio della città; la maggior parte, tuttavia, è convogliato alle raffinerie di petrolio tra San Pietroburgo e Mosca.
Ci sono state un paio di esplosioni di gasdotti, a una distanza di cinque miglia dalla città, nel 1990.

## Geografia fisica

### Clima
Uchta ha un clima continentale subartico con inverni freddi e brevi estati calde.
Rispetto ad altre aree a una latitudine simile in Siberia, le temperature invernali sono meno estreme, ma comunque l'inverno è molto più lungo dell'estate e molto freddo.